# Wesley Eisold
Wesley Eisold, noto con lo pseudonimo Cold Cave (Virginia Beach, 5 febbraio 1979), è un cantante e musicista statunitense.

## Discografia

### Solista
Album studio
- 2009 – Love Comes Close
- 2011 – Cherish the Light Years

Compilation
- 2009 – Cremations
- 2014 – Full Cold Moon

EP
- 2008 – Coma Potion
- 2008 – Painted Nails
- 2009 – Electronic Dreams
- 2009 – Easel and Ruby
- 2009 – Death Comes Close
- 2010 – Life Magazine Remixes
- 2010 – New Morale Leadership
- 2021 - Fate In Seven Lessons

Singoli
- 2012 – A Little Death to Laugh
- 2013 – Oceans with No End
- 2013 – God Made the World
- 2013 – Black Boots
- 2013 – Nausea, The Earth and Me